# 미나미우쓰노미야역
미나미우쓰노미야역(일본어: 南宇都宮駅)은 일본 도치기현 우쓰노미야시에 있는 도부 철도 우쓰노미야 선의 역이다. 역 번호는 TN 39이다.

## 역 구조
섬식 승강장 1면 2선의 지상역이다. 역사는 선로의 북쪽, 승강장과는 구내 건널목에서 연결된다. 1990년대 후반에 자동 매표기가 설치될 때까지는 담당자가 매표 창구에서 기본에서 승차권류를 발매했다. PASMO 대응 간이 IC카드 개찰기 설치역이다.

### 승강장
| 번호 | 노선          | 방향 | 행선                 |
| ---- | ------------- | ---- | -------------------- |
| 1    | 우쓰노미야 선 | 하행 | 도부 우쓰노미야 방면 |
| 2    | 우쓰노미야 선 | 상행 | 도치기 방면          |

## 역 주변
주택가 속에 있는 역에서 상점가도 있으며 북쪽은 역전에서 거의 방사 상으로 길게 뻗어 있다. 남쪽에는 SUBARU의 공장이 도보권에 있다.
1990년대 후반까지는, 역 남쪽에 도부 철도 운수의 창고가 있어 화물 취급 시대의 석축 플랫폼이 남아 있었다. 이들의 창고군은 2000년대 초반까지 주택지로 분양 받아 화물 플랫폼 흔적도 철거되었다. 역에 인접하는 스포츠 클럽도 북쪽에 있던 연탄 회사와 화물 취급 종료 후에 토지의 활용 방안으로서 도부 스포츠를 오픈시킨 것이다.

### 기타구치
- 아케보노 공원
  - 우쓰노미야 시 문화 회관
  - 우쓰노미야 시 국립 중앙 도서관
  - 우쓰노미야 시 아케보노 체육관
  - 우쓰노미야 시 종합 커뮤니티 센터・남녀 공동 참여 추진 센터
- 우쓰노미야 제2지방 합동청사
  - 우쓰노미야 지방 기상대
  - 우쓰노미야 공공 직업 안정소
- 도치기 현립 우쓰노미야 고등학교
- 동일본여객철도(JR 동일본) 닛코 선 쓰루타역 - 버스 5분, 도보 20분.
- 도치기 현 간호 협회 연수 센터
- 우쓰노미야 민주 상공회
- 우쓰노미야 요시노 우체국
- 도치기 은행 본점 영업부 미나미우쓰노미야 출장소
- 센츄럴 스포츠 클럽 미나미 우쓰노미야

### 히가시구치
- 우쓰노미야 시 미야하라 운동공원・미야 구장
- 우쓰노미야 후도마에 우체국
- SUBARU 우쓰노미야 제작소
- 도치기 현립 위생 복지 대학교
- 도야 교통 니시하라 차고

## 역사
- 1932년 4월 17일: "야구장 앞역"으로서 영업 개시. 역명은 과거 이 시기에 역의 남쪽에 개설된 "우쓰노미야 상설 구장"(1932년 ~ 1960년)에 유래한다. 구장의 철거지에는 우쓰노미야 시립 미야노하라 초등학교가 설립됨.
- 1933년 12월 15일: 미나미우쓰노미야 역으로 역명 변경.
- 1996년경: 자동 매표기 설치.
- 2006년 9월 28일: 구내 건널목 자동 차단기 설치.

## 사진

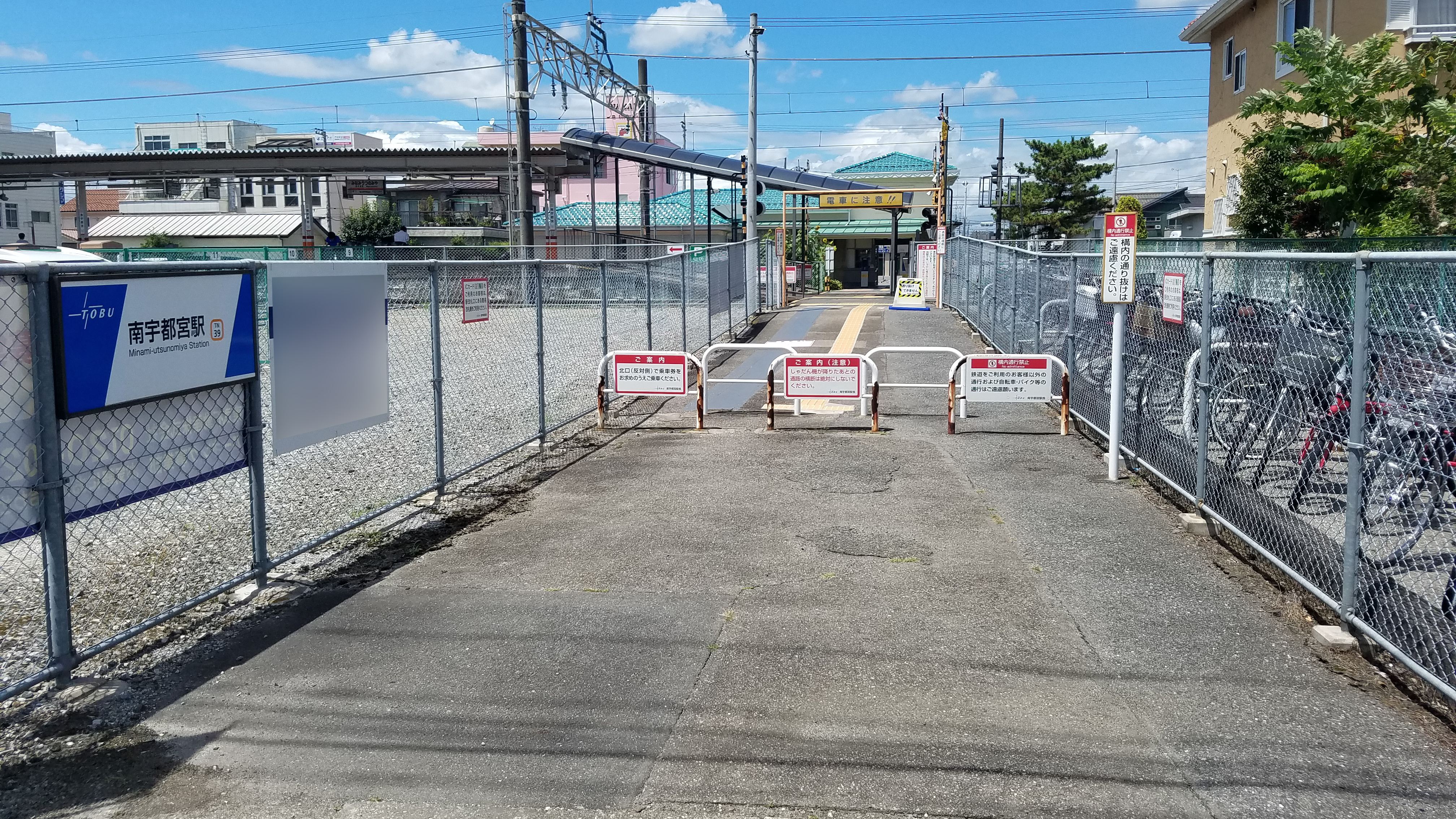
남쪽 출입구(2021년 8월)

## 인접역
| 도부 철도 우쓰노미야 선    | 도부 철도 우쓰노미야 선 | 도부 철도 우쓰노미야 선                    |
| -------------------------- | ----------------------- | ------------------------------------------ |
| TN 38 에소지마 도치기 방면 |                         | 도부 우쓰노미야 TN 40 도부 우쓰노미야 방면 |